# Панютич, Вячеслав Павлович
Вячеслав Павлович Паню́тич (бел. Вячаслаў Паўлавіч Панюціч; род. 10 апреля 1932 года) — белорусский и советский историк. Доктор исторических наук (1991).

## Биография
Родился в крестьянской семье 10 апреля 1932 года в деревне Осовцы (ныне — Берёзовский район (Брестская область), Белоруссия). В 1951 году окончил Первомайскую среднюю школу. В 1956 году — исторический факультет Белорусского государственного университета.
В 1956—1959 годы — учителем Речицкой СШ Каменецкого района Брестской области, школьный инспектор. В 1959—1962 годы — аспирант Института истории Академии наук Белорусской ССР (специальность «История СССР и БССР»).
В 1965 году защитил кандидатскую диссертацию (Институт истории Академии наук Белорусской ССР; «Формирование сельскохозяйственного пролетариата Белоруссии и его положение в эпоху капитализма (1861—1914 гг.)»). В 1990 году защитил докторскую диссертацию (Институт истории Академии наук Белорусской ССР; «Социально-экономическое развитие белорусской деревни в 1861—1900 гг.»).
С 1962 года в Академии наук Белорусской ССР — младший, старший, ведущий научный сотрудник Института истории Академии наук Белорусской ССР.

## Научная деятельность
Исследует аграрную историю Белоруссии второй половины XIX — начала XX века, изучает проблемы развития продуктивных сил и поземельных отношений в деревне, демографии и социальной структуры сельского населения, формирования сельскохозяйственного пролетариата и сельской буржуазии.